# (15939) Fessenden
(15939) Fessenden est un astéroïde de la ceinture principale.

## Description
(15939) Fessenden est un astéroïde de la ceinture principale. Il fut découvert le 28 décembre 1997 à Kitt Peak par le projet Spacewatch. Il présente une orbite caractérisée par un demi-grand axe de 3,18 UA, une excentricité de 0,12 et une inclinaison de 13,1° par rapport à l'écliptique.

## Compléments